# Dompierre (Vaud)
Dompierre – miejscowość i gmina (commune) w zachodniej Szwajcarii, w kantonie Vaud, w okręgu (district) Broye-Vully.

## Demografia
W Dompierre mieszka 246 osób. W 2021 roku 10,6% populacji gminy stanowiły osoby urodzone poza Szwajcarią. 